# Kis Dezső (sportújságíró)
Kis Dezső (Budapest, 1947. január 12. – 2023. január 18.) magyar sportújságíró, a Veszprém Megyei Napló munkatársa.

## Életpályája
1965-ben végzett a budapesti Szinyei Merse Pál Gimnáziumban. 1969-ben diplomázott a Testnevelési Főiskola hallgatójaként. 1969-től a Veszprém Megyei Napló munkatársa, 1988-tól rovatvezetője. 1970–1975 között labdarúgóedző volt a Veszprémi Volánnál, majd a Megyei Labdarúgó Szövetség edzőbizottságának titkára volt. 1973-ban elvégezte a MÚOSZ Újságíró Iskolát.

## Családja
Szülei: Kis Dezső és Parila Rozália voltak. Felesége, Till Katalin tanár. Két lányuk született: Beáta (1971) és Katalin (1974).

## Díjai
- Veszprém Megyéért arany (1986)
- Eszterházy Miksa emlékérem (1994)
- Magyar Sportújságíró Szövetsége Életműdíja (2011)[4]